# Ray McKinley
Ray McKinley, (Fort Worth, 1910. június 18. – Largo, 1995. május 7.) amerikai dzsesszdobos, énekes, zenekarvezető.

## Pályafutása
Ray McKinley az Egyesült Államokbeli Fort Worthben született. Szülei kilencéves korában vették neki első dobkfelszerelést. Nem sokkal ezután a helyi a The Jolly Jazz Banddel kezdett játszani. Tizenötéves korától és Milt Shaw Detroiters-szel, valamint a Smith Ballew & Duncan-Marin együttesekkel játszott. Első jelentős szakmai kapcsolatát 1934-ben a Dorsey Brothers Orchestra-val kötötte.
McKinley 1929-ben Smith Ballew együttesében találkozott Glenn Millerrel. McKinley és Miller 1934-ben csatlakozott a Dorsey Brothershez. Miller 1934 decemberében Ray Noble-hoz igazolt. Millerrel való barátsága egészen Miller 1944-es haláláig tartott. Miután a Dorsey fivérek 1935-ben szétváltak, McKinley Jimmy Dorsey-vel maradt 1939-ig, mikoris csatlakozott Will Bradley-hez, akinél zenekarvezető társsá vált.
McKinley legnagyobb slágere Bradley-vel énekesként a „Beat Me Daddy, Eight to the Bar” volt, amelyet 1940 elején vettek fel − és amiért dalszerzői elismerést kapott Eleanore Sheehy, a felesége (dalszerző). McKinley-t Eight Beat Mack-ként emllítik a „Down the Road a Piece” című dal szövegében, amelyet Will Bradley-vel és Freddie Slackkal készített 1940-ben.
McKinley és Bradley 1942-ben szétváltak. McKinley megalapította saját zenekarát, amely a Capitol Records számára készített felvételeket. A McKinley-nek ez a zenekara rövid életű volt, mert amikor feloszlatta a zenekart, csatlakozott a Glenn Miller „Army Air Forces” zenekarához, amelyet Miller 1944. decemberi repülőgéppel való eltűnése után Jerry Gray hangszerelővel vezetett. A következő év végén McKinley zenekarával a legendás hangszerelő, Eddie Sauter eredeti anyagokból készült művét mutatta be. De mivel a lemezbiznisz akkor hanyatlóban volt, 1950-re McKinley részmunkaidőssé, majd rádiós és tévés közreműködővé vált.
1956-ban a James Stewart főszereplésével készült Glenn Miller élete című film sikere után McKinley-t választották az újjáélesztett Glenn Miller Orchestra vezetőjévé, amely továbbra is működik, és amelyet McKinley 1966-ig vezetett.

## Diszkográfia

### Hit Records
- 7005: I'll Keep The Lovelight Burning / Who Wouldn't Love You (1942)
- 7006: Got The Moon In My Pocket / This Is Worth Fighting For (1942)

### Capitol Records
- 117: Manhattan Serenade / Without A Song (1942)
- 128: Rock-a-bye Bay / That Russian Winter (1942)
- 131: Big Boy / Hard Hearted Hannah (1943)

### Majestic Records
- 7169: Patience And Fortitude / You've Got Me Crying Again (1946)
- 7178: We'll Gather Lilacs / Have Ya' Got Any Gum, Chum (1946)
- 7184: In The Land Of The Buffalo Nickel / Sand Storm (1946)
- 7189: Down The Road A Piece / One Love (1946)
- 7190: I'm a Big Girl Now, Pt. 1 / I'm a Big Girl Now, Pt. 2 (1946) - both sides credited to Ray McKinley & His Soda Fountain Seven
- 7201: That Little Dream Got Nowhere / Hangover Square (1946)
- 7206: Borderline / Tumblebug (1946)
- 7207: Passe / Hoodle-addle (1946) - just McKinley's quartet on the B-side
- 7211: That's Where I Came In / Howdy Friends (1946)
- 7216: Red Silk Stockings and Green Perfume / Jiminy Crickets (1946)
- 7223: Ivy / Meet Me At No Special Place (And I'll Be There At No Particular Time) (1947)
- 7249: Pancho Maxmillian Hernandez / The Turntable Song (1947)
- 7274: Civilization (Bongo, Bongo, Bongo) / Those Things Money Can't Buy (1947)
- 7275: Your Red Wagon / A Man's Best Friend Is A Bed (1947)
- 1185: Over The Rainbow / You Don't Have To Know The Language (1947)
- 1187: Mint Julep / Lazy Bones (1947)

### RCA Victor
- 20-2736: Airizay / Cincinnati (1947)
- 20-2768: Tambourine / A Man Could Be A Wonderful Thing (1947)
- 20-2873: Put 'em in a Box, Tie 'em with a Ribbon, and Throw 'em in the Deep Blue Sea / You Can't Run Away from Love (1947)
- 20-2913: You Came a Long Way from St. Louis / For Heaven's Sake (1947)
- 20-2993: All The Way From San Jose / Bahama Mama (1947)
- 20-3049: My Kind Of Love / The Morning Glory Road (1947)
- 20-3086: Idiot's Delight / Cyclops (1947)
- 20-3097: All The Way From San Jose / Mumbo Jumbo In Your Gumbo (1947)
- 20-3124: What Did I Do / The Morning Glory Road (1947)
- 20-3334: Sunflower / Little Jack Frost Get Lost (1949)
- 20-3377: The Missouri Walking Preacher / Similau (1949)
- 20-3436: I'm Not Too Sure Of My L'amour / I Wanna Be Loved (1949)
- 20-3507: Only For Americans! / Every Night Is Saturday Night (1949)
- 20-3546: Where Did The Wild West Go / Sarong (1949)
- 20-3660: My Heart Stood Still / Blue Moon (1950)
- 20-3661: You Took Advantage Of Me / It's Easy To Remember (1950)
- 20-3662: Blue Room / Thou Swell (1950)
- 20-3678: I Gotta Have My Baby Back / For You My Love (1950)
- 20-3709: I Don't Wanna Be Kissed (By Anyone But You) / The Third Man Theme (1950)
- 20-3769: The Lonesomest Whistle / Cane Bottom Chair (1950) - the B-side credited to Ray McKinley & Some Of The Boys
- 20-3849: Rock-a-bye The Boogie / Boogie Woogie Washerwoman (1950)
- 20-3973: Sam, Don't Slam The Door! / Mama's Gone, Good Bye (1950)

## Filmek
- https://www.imdb.com/name/nm0571830/